# Jesús María
Jesús María é um município do estado de Aguascalientes, no México.